# Feltételes utasítás

If folyamatábra

Egy "If–then–else" flowchart

A számítógép-programozásban a feltételes utasítások lehetővé teszik, hogy bizonyos paraméterekről szóló visszajelzés alapján futtassunk kódot, azaz választhatunk, mely utasításokat futtatjuk és melyeket nem. A feltételes utasítások egy döntés meghozatala körül csoportosulnak, kérdések és válaszok körül kristályosodnak ki. Ezek a válaszok szinte kizárólag egyszerű kérdésekre adott igaz/hamis, illetve igen/nem válaszok.

## Programozási döntések
Minden számítógépes programozási nyelvben van lehetőség a dolgok értékének tesztelésére, majd a megállapítások alapján döntések meghozatalára. A C++ nyelvben ennek módja az if utasítás használata.
Itt egy egyszerű C++ if utasítás:
```
if
 
(
feltétel
)

{

// utasításokat hajt végre itt, ha a feltétel igaz

}

else

{

// utasításokat hajt végre itt, ha a feltétel hamis

}

```

Az if utasítás a megadott feltételeket teszteli, és vagy igaznak vagy hamisnak találja azokat. Ha a feltétel igaz, akkor az egyik utasítás vagy utasítások halmaza, ha hamis, akkor egy másik utasítás vagy utasítások halmaza kerül végrehajtásra.

## Feltételes utasítások
Vessünk egy pillantást a következő kódra:
```
#include
 
<iostream>

using
 
namespace
 
std
;

int
 
main
()

{

    
int
 
x
;

    
cout
 
<<
 
"Adjon meg egy egész számot: "
;

    
cin
 
>>
 
x
;

    
if
 
(
x
 
==
 
7
)

    
{

        
cout
 
<<
 
"Ön megnyerte a C++ tombolát!"
 
<<
 
endl
;

    
}

    
else

    
{

        
cout
 
<<
 
"Sajnos nem nyert :("
 
<<
 
endl
;

    
}

    
cout
 
<<
 
"Köszönjük, hogy részt vett a C++ tombolán."
 
<<
 
endl
;

    
return
 
0
;

}

```